# رودولفو مارتينيز
رودولفو مارتينيز (بالإسبانية: Rodolfo Martínez)‏ مواليد 24 أغسطس 1946 في مدينة مكسيكو، هو ملاكم محترف مكسيكي يصنف ضمن فئة وزن الريشة. حقق بطولة المجلس العالمي للملاكمة.

## إحصائيات
خاض خلال مسيرته 52 نزالا، فاز في 44 وتعادل في 1 وخسر في 7. فاز بالضربة القاضية في 35 نزالا.

## روابط خارجية
- رودولفو مارتينيز على موقع بوكس ريك (الإنجليزية) (registration required)